# 吉田吉次郎
吉田 吉次郎（よしだ きちじろう、1930年10月10日 - ）は、熊本県で活躍するローカルタレントの黒木よしひろが、JCNくまもとの熊本市民チャンネル内で放送されているすてきネットワーク シャラ倶楽部で変装し、出演する人物である。なお、吉田の「吉」は下側が長い「吉」を使用する。

## 特徴
- 「すてきネットワーク シャラ倶楽部」内では、黒木よしひろと、同一人物疑惑があるが、本人たちはかたくなに否定している（本当は同一人物）。
- 黒木よしひろが、頭にハゲたカツラをかぶり、メガネをかけ、顔にマジックなどで化粧をしている。
- 熊本弁を使用し、最後はいつも下ネタで落とす。若くてきれいな女性にはかなりセクハラぎりぎりの下ネタでつっかかってくる。
- 親が、10月10日（元体育の日）に生まれるように元日に仕込んだらしい（以下、おっちゃんプロフィールより）。
- 好きなものは、粘っているもの。
- 好きな酒はビールと焼酎。
- 好きなタイプはバフてしとるオナゴ。
- 好きな歌手は、青江三奈。
- 好きな歌は、伊勢佐木町ブルース。
- 苦手なものは、エスカレーターの下り。
- 30年前に、妻に買い物に行ったまま逃げられたらしい。
- 出身地は熊本市段山（だにやま）。
- バッタや蛇を食べる犬を飼っている。その名前は「ヨシヒロ」と言うらしい。

## 出演番組等
- すてきネットワーク シャラ倶楽部（1995年4月～2013年3月）
- ヨシおっちゃんの熊本弁講座
- ヨシおっちゃんと学ぶはじめてのケーブルインターネット
- ヨシおっちゃんと学ぶそれからのケーブルインターネット
- パチンコ ユートピアCM
- 黒木よしひろのけいりん行くバイ
- くまもと生活応援紙　くまにちすぱいす
- ヨシおっちゃんがズバッと解決！なんでんオレに聞きなっせ！
- ヨシおっちゃんファンサイト「ヨシおっちゃん大好き！」
- ヨシおっちゃん大好き！Facebookページ